# 앤 로빈슨
앤 로빈슨(Ann Robinson, 1929년 5월 25일 ~ )는 미국의 영화배우, 텔레비전 배우이다.

## 영화
- 네이키드 몬스터 (2005년)
- 우주 전쟁 (2005년) - 할머니 역
- 데블 게임 (1997년)
- 줄리 (1956년)
- 록키 존스, 스페이스 레인저 (1954년)
- 당신을 원해요 (1951년)